# 托列茨克市镇
托列茨克市级市镇（羅馬化：Toretska miska hromada）是乌克兰顿涅茨克州巴赫穆特区的一个市镇，行政中心为托列茨克。市镇面积为67.9平方公里，人口数量为67,394人（2020年）。

## 聚居点
该市镇包括两个城市、15个镇和两个村庄。
- 城市：托列茨克、扎利兹内
- 部分镇列表：庫爾久米夫卡、内利皮夫卡、纽约、彼得里夫卡、皮夫登内、皮夫尼奇内、謝爾比尼夫卡、德魯日巴、舒梅